# Fiddler’s Dram
Fiddler’s Dram war eine britische Folkband der späten 1970er Jahre. Ihr Stil war geprägt von akustischer Musik. Mit der Single Day Trip to Bangor (Didn't We Have a Lovely Time) erreichten sie 1979 die Top Ten der britischen Singlecharts.

## Mitglieder
- Cathy Lesurf (* 1953) – Gesang, Bodhrán
- Alan Prosser (* 17. April 1951) – Gitarre, Fiddel, Streichpsalter, Bones
- Chris Taylor – Bouzouki, Harmonika, Appalachian dulcimer, Mandola, Tenorbanjo
- Ian Telfer – Fiddel, Streichpsalter, Viola, Konzertina

## Diskografie
- To See the Play (1978) Dingle's LP DIN 304
- Fiddler's Dram (1980) Dingle's LP DID 711